# Ron Hill
Ronald Hill (Accrington, Lancashire, Reino Unido, 25 de septiembre de 1938-23 de mayo de 2021) fue un atleta y empresario textil británico. Especializado en la prueba de maratón, Hill fue dos veces olímpico estableciendo al mismo tiempo mejores marcas mundiales en diferentes distancias. En 1969 ganó la medalla de oro en la prueba de maratón de Atenas y, posteriormente, en 1970 obtuvo el mismo resultado en los Juegos de la Mancomunidad. En 1971 fue condecorado con la Orden del Imperio Británico.

## Carrera deportiva
En 1963, Hill igualó el récord de las seis millas en los campeonatos de la Amateur Athletic Association (AAA) con un tiempo de 27:49.8.
En 1964 acudió a los Juegos Olímpicos de Tokio finalizando décimo octavo la prueba de 10 000 metros (29:53) y décimo noveno en la maratón (2:25:35). Ese mismo año, en la distancia de 25 kilómetros en ruta, estableció su primer récord mundial, 1:15:22.6, algo más de un minuto más rápido que el anterior fijado por Emil Zatopek.
En el Campeonato Europeo de Atletismo de 1969 ganó la medalla de oro en la carrera de maratón, recorriendo los 42,195 km en un tiempo de 2:16:47 segundos, llegando a meta por delante del belga Gaston Roelants y del también británico Jim Alder.
Dos años después, en el Campeonato Europeo de Atletismo de 1971 ganó la medalla de bronce en la misma carrera, recorriendo los 42,195 km en un tiempo de 2:14:34 segundos, llegando a meta tras el belga Karel Lismont que con 2:13:09 s batió el récord de los campeonatos, y el también británico Trevor Wright (plata).
Luego de su retiro deportivo realizó un doctorado en química textil y fundó una empresa de indumentaria con su nombre, que fue pionera en el diseño de indumentaria para el atletismo.